# Talea

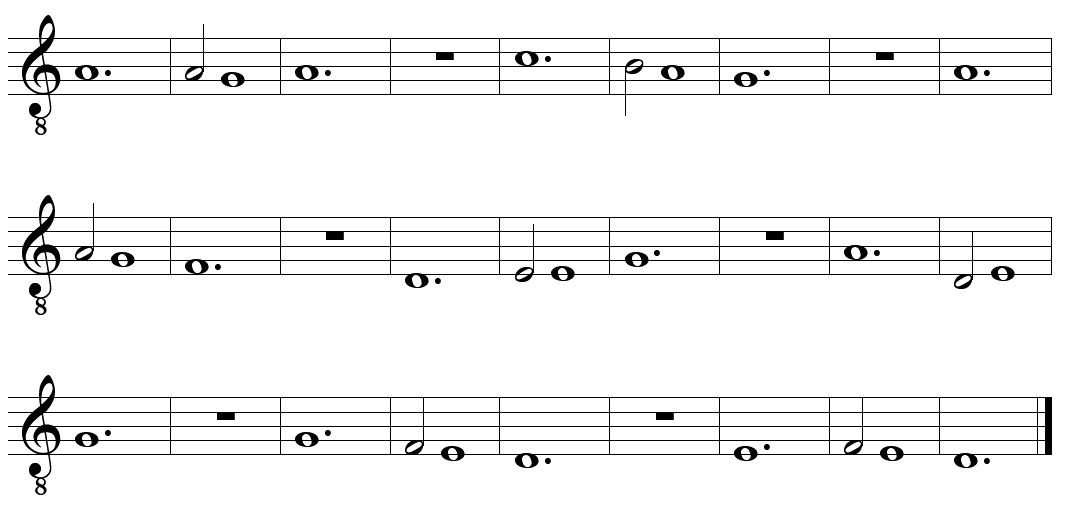
Izorytmiczny tenor z pierwszego odcinka Kyrie z mszy Notre Dame Guillaume de Machauta (ok. 1360). Color obejmujący 28 nut jest połączony ze schematem talea obejmującym cztery wartości, który zostaje powtórzony siedmiokrotnie.

Talea (tala), l.mn. taleae – w średniowieczu schemat rytmiczny głosu tenorowego (cantus firmus) powtarzany w motecie izorytmicznym. 